# Institución Educativa Municipal Agustín Agualongo
La Institución Educativa Municipal Agustín Agualongo es una entidad de carácter público que ofrece sus servicios en los niveles de educación básica y media. Se encuentra ubicada en el Corregimiento San Pedro de La Laguna, sector rural, de la ciudad de San Juan de Pasto, departamento de Nariño, al sur de Colombia. Fue creada mediante Decreto n.º 0350 del 26 de agosto de 2003, mediante el cual se integraban el Colegio Departamental Agustín Agualongo, la Escuela Rural Mixta Aguapamba y la Escuela Rural Mixta Nuestra Señora de Fátima -El Barbero-.

## Historia

### Escuela Rural Mixta de Aguapamba
Su nombre proviene de la vereda donde se ubica. Aguapamba, es un vocablo Inga que significa planada de agua (Agua = agua; Pamba = plano o llano). Esta institución surge ante la necesidad educativa del sector.
Tanto el proceso de adquisición del terreno como la construcción de la mayor parte de instalaciones de la escuela, se logran con recursos de actividades y aportes de los padres de familia. La construcción de la escuela comienza en el año 1979, por iniciativa de algunos miembros de la Junta de Acción Comunal encabezada por los señores Leonidas Josa, Luis Ignacio Jojoa Erazo y Pastor Jojoa Narváez.  
En 1980 comienza a funcionar el establecimiento como Escuela Nueva Aguapamba bajo la dirección de la docente Esperanza Rivas de Chávez. Entre los años de 1988 a 1990 la Directora fue María Eugenia Valencia.  En este último año se nombra como Director a Franco Villota. Del año 1991 hasta el 1994 es nombrada como Directora Mercedes Suárez. En el año de 1994 llega a la dirección Fabiola Mosquera y como docentes las profesoras  Julia Inés Bolaños de Osorio y Enna Piedad Pineda.

### Escuela Rural Mixta Nuestra Señora de Fátima
Ubicada en la vereda El Barbero, su nombre proviene de la Patrona que se venera en el sector  “Nuestra Señora de Fátima”. Esta institución surge por falta de espacio en la escuela central. La iniciativa la toma el Padre Gonzalo Díaz Campaña, párroco en aquel entonces de la localidad, en compañía de algunos Padres de Familia y la Junta de Acción Comunal. Se distinguieron como líderes del proceso los señores Luis Antonio Botina Guerrero y Heriberto Jojoa. 
Los padres de familia pagan una pequeña remuneración a una profesora para iniciar clases en el período escolar 1990 – 1991. El 16 de febrero de 1994, según Resolución 047, la Secretaría de Educación de Nariño le otorga Licencia de Funcionamiento. Igualmente esta secretaria nombra en propiedad a la profesora Cecilia Carlosama. Entre otros docentes que luego llegan a la institución tenemos: la Hermana Elvia Correa Vélez, Pedro Manuel Botina, Fanny Lucia Timaná Guancha, Néstor Emilio Chávez Bolaños como director, Margarita Chilamak, Rosario Jojoa y Jenny Parra Guerrero.
Cabe destacar que en un principio la escuela no contó con un local propio, sus primeros estudiantes lo hicieron en casas que prestó la comunidad. El proceso de adquisición del lote se realizó por compra que hizo la comunidad con recursos adquiridos a través de rifas y festivales. Sólo hasta el 13 de enero de 1998, y gracias nuevamente al esfuerzo de la comunidad educativa y a algunos aportes gubernamentales, estudiantes y docentes estrenaron locaciones adecuadas para su estudio y recreación.
- Datos: Q5917077